# پانچو ویا (فیلم)
پانچو ویا (اسپانیایی: Pancho Villa‎) فیلمی در ژانر وسترن اسپاگتی و وسترن به کارگردانی ائوخنیو مارتین است که در سال ۱۹۷۲ میلادی منتشر شد. از بازیگران آن می‌توان به تلی ساوالاس، کلینت واکر، چاک کانرس و ان فرانسیس اشاره کرد.